# Silene latifolia
Silene latifolia је вишегодишња, зељаста биљка која припада породици (lat. Caryophyllaceae), а народни назив јој је ''обични пупавац''. 

## Постанак имена
Претпоставља се да је Карл Лине генерично име Силене дао по грчком богу Селинусу који је у већини случајева био приказан као пијан човек који је често био прекривен лепљивом пеном од алкохола. То врло подсећа на пену коју луче женски цветови.   Специфични епитет latifolia значи широколисни. 

## Опис
Стабло је зељасто, усправно, чланковито и просто. Обрасло је кратким жлезданим и дугим обичним длакама. Гранање је дихотомо и може да достигне висину до 1м. На изданку се уочавају задебљали нодуси. Листови су наспрамни, прости и обично без залистака. Разликујемо доње листове, који су објајасти или лопатичасти, од горњих који су седећи и копљастог облика. Цели су и длакави. Цветови су једнополни што значи да разликујемо мушке и женске јединке. Осим што су једнополни су и актиноморфни ( * ) и груписани у дихазијалне цвасти. Цветни омотач је диференциран на чашицу и круницу. Перијант је сложен. И код мушких и код женских цветова, чашицу гради 5 листића (К5) сраслих у цев са 5 зубаца. Док је разлика у томе што је чашица код мушких ваљкаста са 10 анастамозираних нерава, а женски цвет има чашицу која је надувена, јајасто лоптаста и са 20 анастамозираних нерава. На себи имају длаке које имају жлездану функцију. 
Круница је од 5 (C5) слободних белих латица које су дубоко усечене.
Женски цвет поседује плодник који је синкарпан и надцветан. Састоји се из 2-5 карпела(G2-5), а број стубића и жигова је идентичан колико и карпела. 
Мушки цвет има андрецеум који је грађен из 10 прашника који су слободни и распоређени у 2 круга (A5+5). Прашници су у доњем делу длакави, док су у горњем голи. Тип плода биљке је чаура.
Опрашивање се врши уз помоћ инсеката са минималном појавом опрашивања ветром. Ноћно опрашивање је успешније у производњи семена у односу на дневно опрашивање.

## Хабитат
S. latifolia се обично налази на пашњацима и пољима сена, дуж путева и пролаза, на травнатим насипима и у пустоши, као и на многим неометаним подручјима. Преферира добро дренирана тла и ретко се виђа у сувим климама. Саднице не толеришу високе температуре. 

## Распрострањеност
Нативни распон S. latifolia обухвата већи део Европе, од Скандинавије и Велике Британије на северу, до Медитерана и западне северне Африке (Мароко, Алжир), затим на исток до западне Азије и преко Русије. Врста је уведена у Кину, Јапан, Аустралију, Нови Зеланд и Северну Америку, а постоје извештаји из Јужне Америке.